# Bagnet 6H4
Bagnet 6H4 (ros. Изделие 6Х4) – bagnet radziecki wprowadzony do uzbrojenia w drugiej połowie lat 60. XX wieku jako następca bagnetu 6H3. Zunifikowany standard mocowania umożliwia użycie bagnetu na karabinku AKM i wszystkich kolejnych wersjach karabinków radzieckich i rosyjskich a także na karabinie snajperskim SWD.
Głownia typu bowie. Pióro asymetryczne, jednosieczne, z małym, owalnym otworem. Ostrze szlifowane na ostro na całej długości głowni. Grzbiet głowni nacinany – w formie piły o drobnych, skośnie ułożonych ząbkach. Rękojeść bagnetu wykonana z wytrzymałego tworzywa sztucznego o właściwościach izolacyjnych. Głowica stalowa, niepołączona elektrycznie z klingą, posiada zatrzask mocujący oraz otwór dla przewleczenia skórzanego albo parcianego paska. Jelec stalowy, od strony grzbietowej tworzy haczyk dla zaczepienia klamerki paska, a po stronie przeciwnej pierścień mocujący bagnet na końcówce lufy.
Pochwa wykonana z tworzywa sztucznego, posiada w dolnej części stalowe urządzenie umożliwiające zaczepienie pochwy o otwór w klindze i utworzenie w ten sposób niewielkich nożyc do cięcia drutu. Izolacyjne właściwości bagnetu i pochwy pozwalają na względnie bezpieczne przecinanie przewodów instalacji oświetleniowej i tym podobnych, natomiast wykonywanie przejść w zaporach drutowych pod napięciem nie jest zalecane przez instrukcję.
Żabka posiada zapinany pasek obejmujący rękojeść bagnetu, karabińczyk dla połączenia żabki z pochwą, oraz skórzaną pętlę do zawieszenia na żołnierskim pasie.
Produkcją zajmowały się także poszczególne wytwórnie w krajach bloku wschodniego – między innymi w Polsce, NRD, Rumunii czy na Węgrzech. Lokalne odmiany bagnetu różniły się często szczegółami konstrukcji.

## Polska wersja bagnetu
Bagnet różni się względem radzieckiego pierwowzoru brakiem piły na głowni. Zamiast pochwy tworzywowej stosowano metalową z gumową nakładką, identyczną jak w bagnecie 6H3.

## Galeria

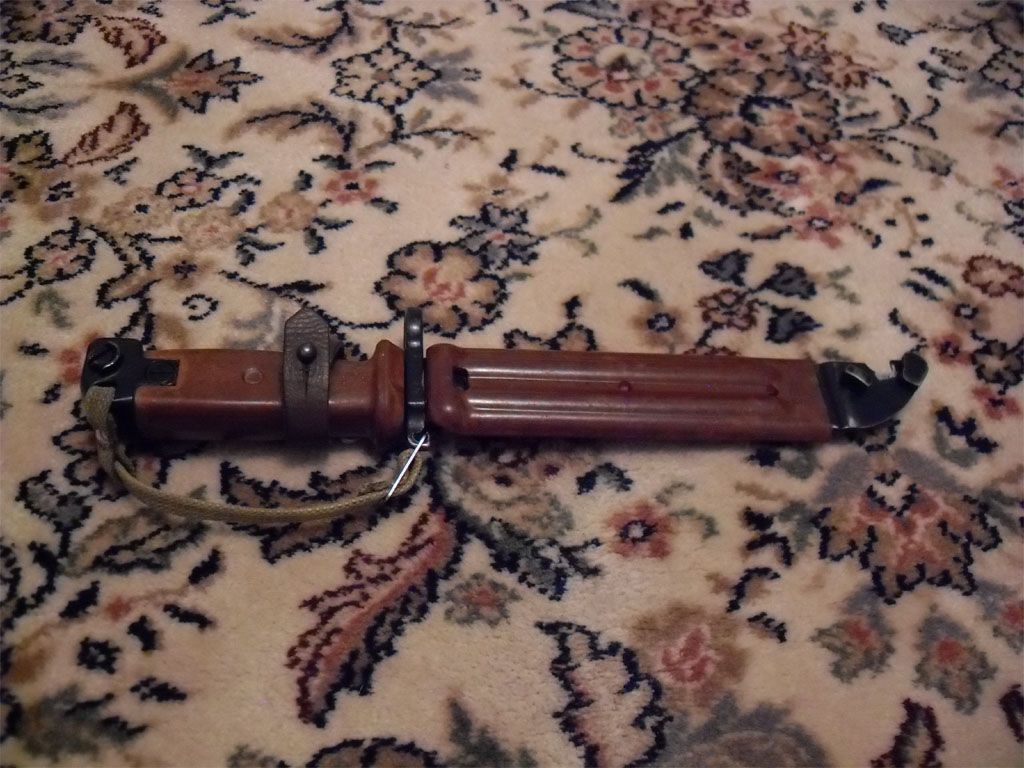
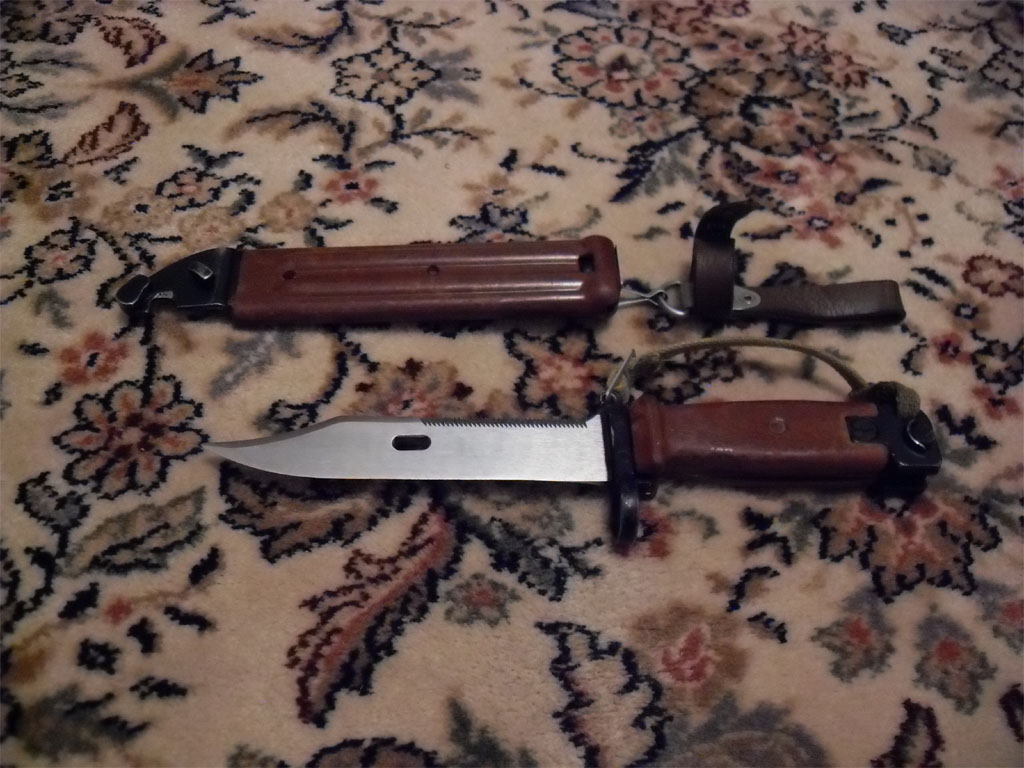
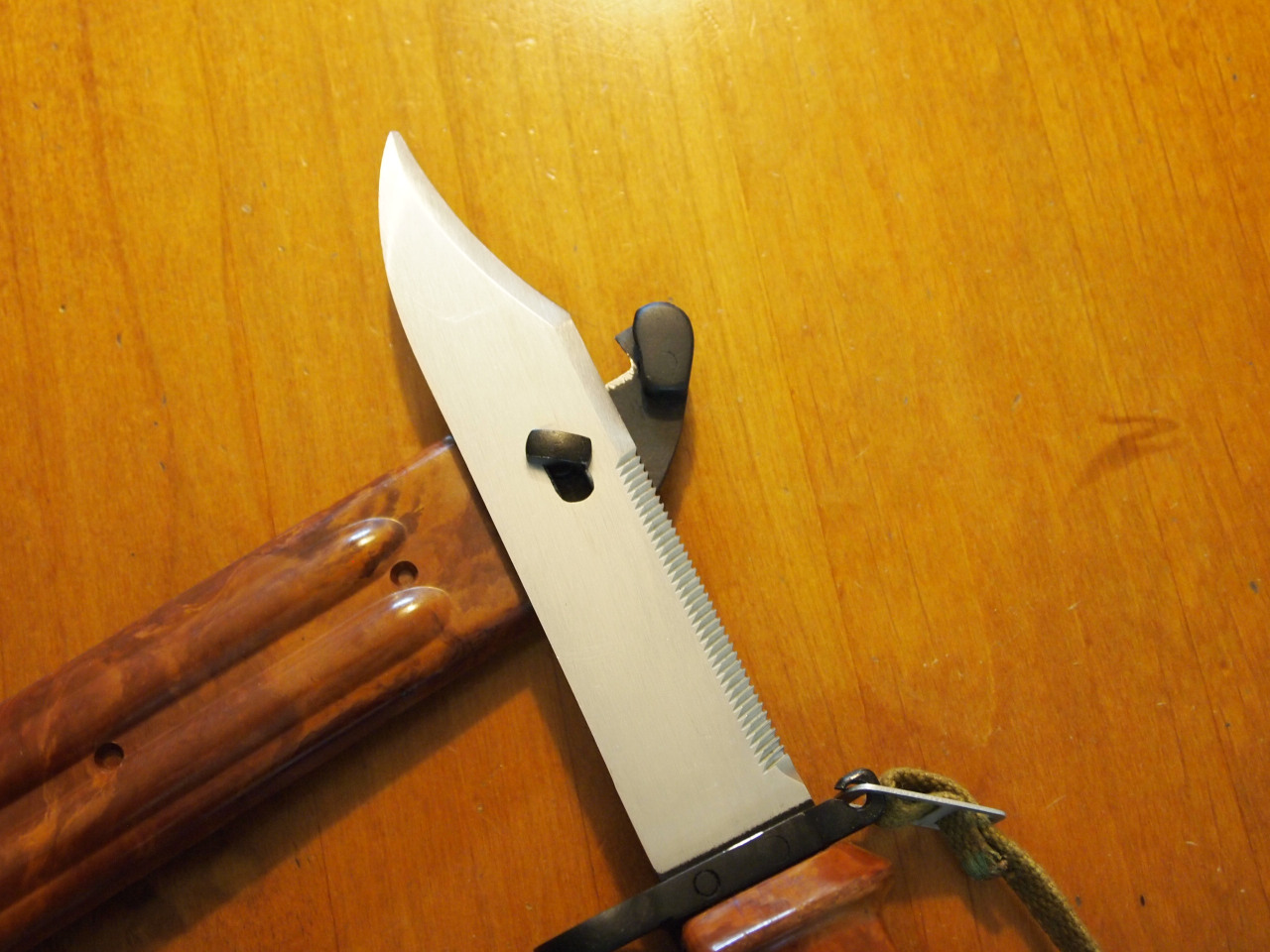